# Ewa Przybylska
Ewa Przybylska (ur. 19 grudnia 1935 w Poznaniu) – polska pisarka, z zawodu nauczycielka.

## Życiorys
Ukończyła historię na Wydziale Filozoficzno-Historycznym Uniwersytetu im. Adama Mickiewicza w Poznaniu. 
Początkowo pracowała jako nauczycielka historii w liceum ogólnokształcącym w Poznaniu, od 1958 do 1964 roku jako wychowawczyni w Izbie Dziecka Milicji Obywatelskiej, następnie przez 20 lat prowadziła bibliotekę w technikum geodezyjnym. W 1961 roku debiutowała zbiorem opowiadań Ucieczka o dzieciach zaniedbanych, małych przestępcach trafiających do izby dziecka. Na podstawie powieści Dyżur trzeba zacząć od nowa powstał film Zanim nadejdzie dzień (1976). Dla dzieci Ewa Przybylska napisała trzyczęściową powieść Dolina Klonowego Liścia, którą najpierw wydano w osobnych tomach, a później – w jednym. To opowieść o grupie dzieci w małym mieście. W 1997 roku wydała powieść Dzień Kolibra, w której opisuje przemoc i agresję panującą wśród młodzieży. Książka otrzymała główną nagrodę w konkursie Książka Roku 1997 organizowanym przez Polską Sekcję IBBY. W 2013 roku jury Książki Roku ponownie uznało, że jej Most nad Missisipi jest najlepszą książką w kategorii dla młodzieży. Trzy lata później tytuł ten został wpisany na Listę Honorową IBBY 2016.
Jest także autorką powieści obyczajowych dla dorosłych.

## Twórczość
- Ucieczka 1961
- Popołudniowa fauna 1967
- Miejsce na plaży 1969
- Gracze
- Nieobecny 1978
- Księżyc w samo południe 1986
- Zatrzymany w biegu 1986[4]
- W Dolinie Klonowego Liścia 1989
- Wakacje w Dolinie Klonowego Liścia 1990
- Koniec wakacji w Dolinie Klonowego Liścia, czyli Klub Samotnych Detektywów 1994
- Rzeka pełna krokodyli[5]
- Dotyk motyla 1994[6]
- Ptasi instynkt 1995
- Zapach wiatru 1996[7]
- Doba z modliszką[8]
- Dzień kolibra 1997
- Most nad Missisipi 2012[9]